# Смолин, Пётр Иванович
Пётр Ива́нович Смо́лин (1902, Кулебаки — ок. 1985) — советский художник и архитектор.

## Биография
Родился в крестьянской семье в селе Кулебаки Ардатовского уезда Нижегородской губернии 10 сентября 1902 года. В 1931 году окончил Ленинградский институт инженеров коммунального строительства. В 1935 году вступил в Союз архитекторов СССР. Занимался планировкой и декоративно-прикладным искусством.
Позднее стал художником, вступил в Союз художников СССР. Автор большого количества картин, преимущественно акварелей. Среди тем, которые затрагивал Смолин в своём творчестве — пейзажи, произведения на военную тему, на тему восстановления народного хозяйства после окончания Великой Отечественной войны. В 1968 году в Москве состоялась персональная выставка художника, на которой было представлено 120 его акварелей. Среди наиболее известных картин художника «Зима 1941 года», «Зима на реке Яузе», «Закат на Оке», «Берёзки», «Раннее утро», «Солнечный день», «Вишнёвый сад в цвету».
Подарил пятьдесят написанных в разные годы картин Кулебакскому музею. Акварели Смолина находятся также во многих других музеях России. Скончался около 1985 года.

## Критика
Искусствовед Михаил Владимирович Алпатов так характеризовал творчество Петра Ивановича Смолина: 
Смолин относится к числу наших лучших мастеров акварельной живописиМ. В. Алпатов